# Мамре

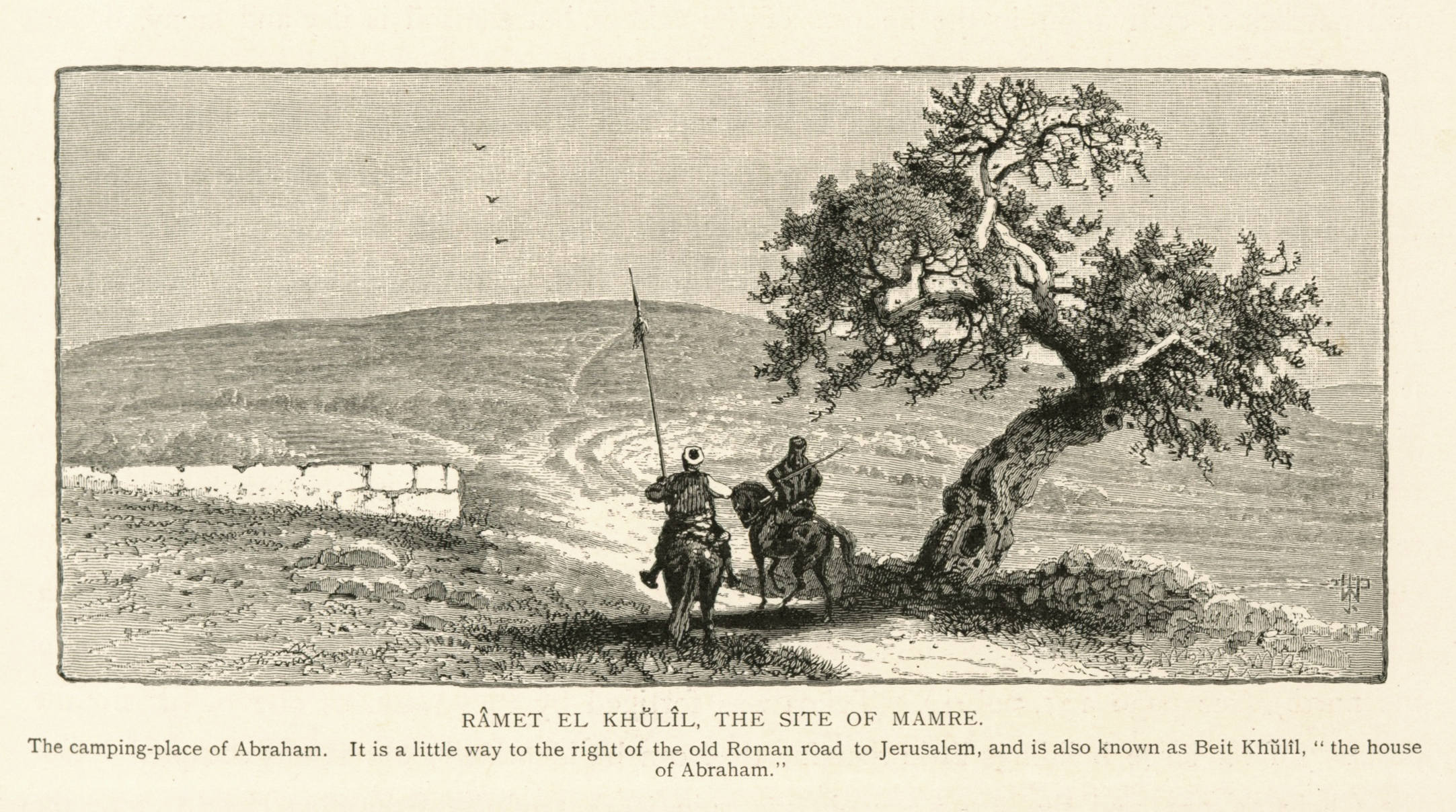
Место дубравы Мамре, 1881

Мамре (ивр. מַמְרֵא‎; др.-греч. Μαμβρη; лат. Mamre; также Мамвре, Мамврия) — название долины и дубравы около Хеврона, где долгое время жил Авраам и где он умер; здесь жили также Исаак и Иаков. Около дубравы Мамре Аврааму, согласно Библии, явился Господь в виде трех странников (Быт. 18:1-16). Иногда Хеврон также назывался Мамре (Быт. 23:19).
Этимология неясна: согласно одному из мнений, Мамрий или Мамре — имя владельца дубравы, союзника Авраама.
В византийские времена по повелению императора Константина здесь была воздвигнута церковь, о чём сообщает Евсевий Кесарийский.